# U.S.A. (chanson)
Pour les articles homonymes, voir USA (homonymie).
Singles de Joe Yellow
Last Call
(1990) Lover To Lover RMX '96
(1996)
U.S.A. est une chanson Italo disco du producteur italien Joe Yellow, sortie en 1992. Elle est reprise en 2018 par le boys band Da Pump, reprise avec laquelle il remporte le succès au Japon.

## Production
En 1992, Joe Yellow sort le single U.S.A. chez Eurobeat Records. La chanson est coécrite par Anne Maria Gioco et Severo Lombardoni, ce dernier en étant également le producteur. Le chanteur Gino Garcia prête sa voix sans être explicitement crédité.
| A.  | U.S.A. (Extended Vocal Remix) | Anna Maria Gioco, Severo Lombardoni | 5:15 |
| B1. | U.S.A. (Radio Mix)            |                                     | 3:10 |
| B2. | U.S.A. (Instrumental)         |                                     | 3:10 |

En 2020, une réédition enrichie de deux versions remixées sort chez ZYX Music.
| A1. | U.S.A. (Extended Vocal Remix)     | Anna Maria Gioco, Severo Lombardoni | 5:15 |
| A2. | U.S.A. (Radio Mix)                |                                     | 3:10 |
| A3. | U.S.A. (Instrumental)             |                                     | 3:10 |
| B1. | U.S.A. (Also Playable Mono Remix) |                                     | 6:09 |
| B2. | U.S.A. (Longdrink Remix)          |                                     | 6:49 |

## Reprise de Da Pump
Singles de Da Pump
New Position
(2014) Sakura
(2019)

### Production
U.S.A. est le premier single de Da Pump en trois ans et demi après la sortie de New Position en 2014. Initialement, Da Pump et son management avaient peu d'attentes pour leur retour, car leurs événements de promotion n'ont eu lieu que dans des centres commerciaux. Cependant, la chanson est rapidement devenue un tube de l'été, atteignant des sommets dans divers classements musicaux japonais.

### Clip vidéo

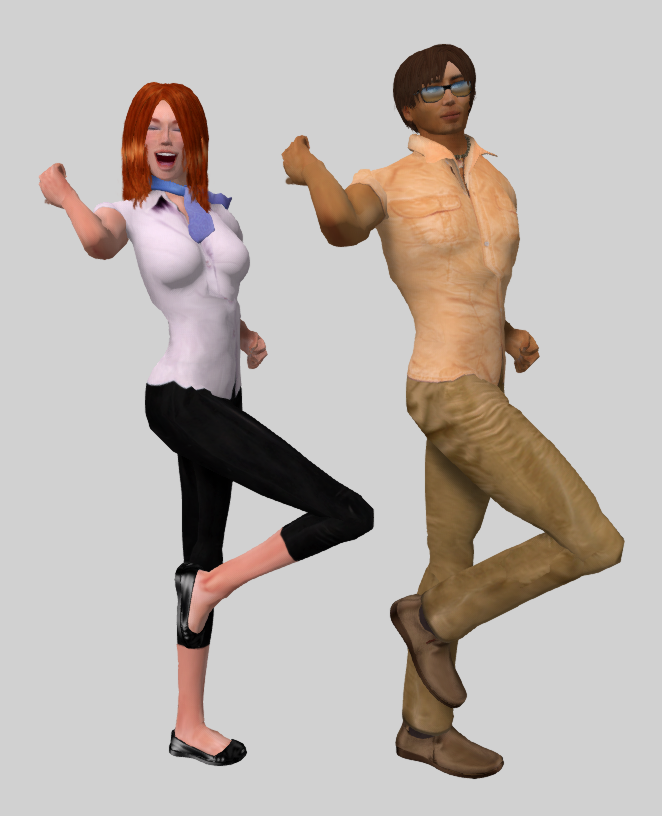
La danse I like it effectuée pendant le refrain.

Le clip met en scène les membres de Da Pump dansant dans une pièce sombre éclairée par des lumières colorées. La chorégraphie comprend des mouvements de danse tels que le dab, le Milly Rock et le Shoot (connu sous le nom de danse I like it (いいねダンス, Ii ne dansu)). Une vidéo présentant la chorégraphie a été publiée le 12 juin 2018.

### Sortie et accueil
La réaction initiale du public a ridiculisé la chanson et le clip en raison de l'âge de Da Pump, de sa danse et de la tendance Eurobeat dépassée. Pour Patrick St. Michel du Japan Times, cette réaction a été comme « regarder son père nostalgique de la vieille époque essayer de devenir un monstre de la cool attitude. » Cependant, la chanson a rapidement gagné en popularité et est devenue un tube de l'été en raison de sa valeur sentimentale pour les années 1990, en particulier parmi les fans de Hello! Project qui étaient nostalgiques de leur style musical d'antan,. La chanson a été décrite comme « vulgaire mais sympathique » par les médias. Le clip vidéo a été visionné 1 million de fois dès sa première semaine de diffusion. En juillet 2018, la chanson avait été téléchargée plus de 22 790 fois.
La chanson a inspiré une tendance appelée « U.S.A. game », où les gens chantent « C'mon, baby, America » (une ligne du refrain) suivie d'une déclaration factuelle sur les États-Unis tout en gardant le rythme. Le succès de U.S.A. a conduit la préfecture d'Okayama à créer une publicité présentant une parodie de la chanson pour attirer les touristes et les bénévoles.

### Spectacles
Da Pump a mené une campagne publicitaire pour U.S.A. sur Count Down TV le 28 juin 2018. Ils ont fait une apparition surprise au concert du 20e anniversaire de Hello! Project et y ont interprété la chanson. Da Pump a également interprété U.S.A. le 1er décembre 2018 avant un match de volley-ball de Hisamitsu Springs à Kobe, au Japon.

### Remixes
CyberJapan Dancers a publié un remix d'EDM, intitulé U.S.A. (CyberJapan Dancers Gaya Remix), le 22 août 2018, accompagné d'une vidéo musicale publiée le 16 août 2018 sur iTunes.
Le 25 décembre 2019, un autre remix intitulé 2019 Heartbeat Mix sort sur la compilation Heartbeat édité par Sonic Groove.

### Classements
| Classement (2018)         | Meilleure position |
| ------------------------- | ------------------ |
| Japon (Billboard Hot 100) | 2                  |
| Japon (Oricon)            | 9                  |